# محمد محجوب (لاعب كرة قدم قطري)
محمد محجوب حسن سليمان لاعب كرة قدم قطري من أصول سودانية، ولد في (20 يناير 1994). 
لعب سابقاً في نادي الريان ونادي مسيمير ونادي الشحانية ونادي الغرافة ونادي الوعب.
و هو توأم اللاعب أحمد محجوب.